# های‌وود (ایلینوی)
های‌وود (به انگلیسی: Highwood) یک شهر در ایالات متحده آمریکا است که در ایلینوی واقع شده‌است. های‌وود ۱٫۸۴ کیلومتر مربع مساحت و ۵٬۴۰۵ نفر جمعیت دارد.